# Алекс Сандро
Алекс Сандро Лобо Силва (на португалски: Alex Sandro Lobo Silva; роден на 26 януари 1991 в Катандува), по-известен като Алекс Сандро, е бразилски футболист, играе като ляв бек и се състезава за бразилския Фламенго.

## Клубна кариера

### Атлетико Паранаенсе
След като печели големи успехи с юношеския отбор на Атлетико Паранаенсе Алекс Сандро е повикан в първия състав през октомври 2009 година. На 18 октомври 2009 година прави своя дебют за клуба в мач от Кампеонато Бразилейро срещу Интернасионал.
През 2009 година играе важна роля в спечелания от клуба трофей на Кампеонато Паранаенсе, след като изиграва осем мача в турнира. На 25 януари 2009 година вкарва първия си гол за клуба срещу отбора на Рио Бранко. Изиграва общо 269 минути в девет мача в бразилския елит за Атлетико Паранаенсе.

### Сантош
През 2010 година Алекс Сандро преминава в Сантош под наем за два сезона. С този клуб успява да спечели два пъти титлата на Кампеонато Паулища. През 2010 година печели и Купата на Бразилия, а през 2011 година спечелва най-престижния клубен трофей в Южна Америка Копа Либертадорес..

### Порто
На 23 юли 2011 година Алекс Сандро преминава в португалския гранд Порто за сумата от 9,6 милиона евро, а договорът е за пет сезона и включва откупна клауза в размер на 50 милиона евро..

### Ювентус
На 20 август 2015 година Алекс Сандро преминава в състава на италианския шампион Ювентус..

## Национален отбор
Алекс Сандро преминава през състава на Бразилия до 20 г.. Взима участие на турнира по футбол на Летните олимпийски игри в Лондон. През 2011 и 2012 година записва шест мача за Мъжкия национален отбор на Бразилия.

## Успехи

### Клубни

#### Атлетико Паранаенсе
- Кампеонато Паранаенсе: 2009

#### Сантош
- Кампеонато Паулища (2): 2010, 2011
- Купа на Бразилия: 2010
- Копа Либертадорес: 2011

#### Порто
- Примейра Лига (2): 2011/12, 2012/13
- Суперкупа на Португалия: 2013

### Ювентус
- Серия А (5) – 2015/16, 2016/17, 2017/18, 2018/19, 2019/20
- Купа на Италия (5) – 2015/16, 2016/17, 2017/18, 2020/21, 2023/24
- Суперкупа на Италия - 2018

### Национални
- Първенство на Южна Америка за юноши: 2011
- Световно първенство по футбол за младежи: 2011
- Летни олимпийски игри: Сребърен медал 2012
- Копа Америка: 2019
- Суперкласико де лас Америкас: 2018